# Правитель Сіпану

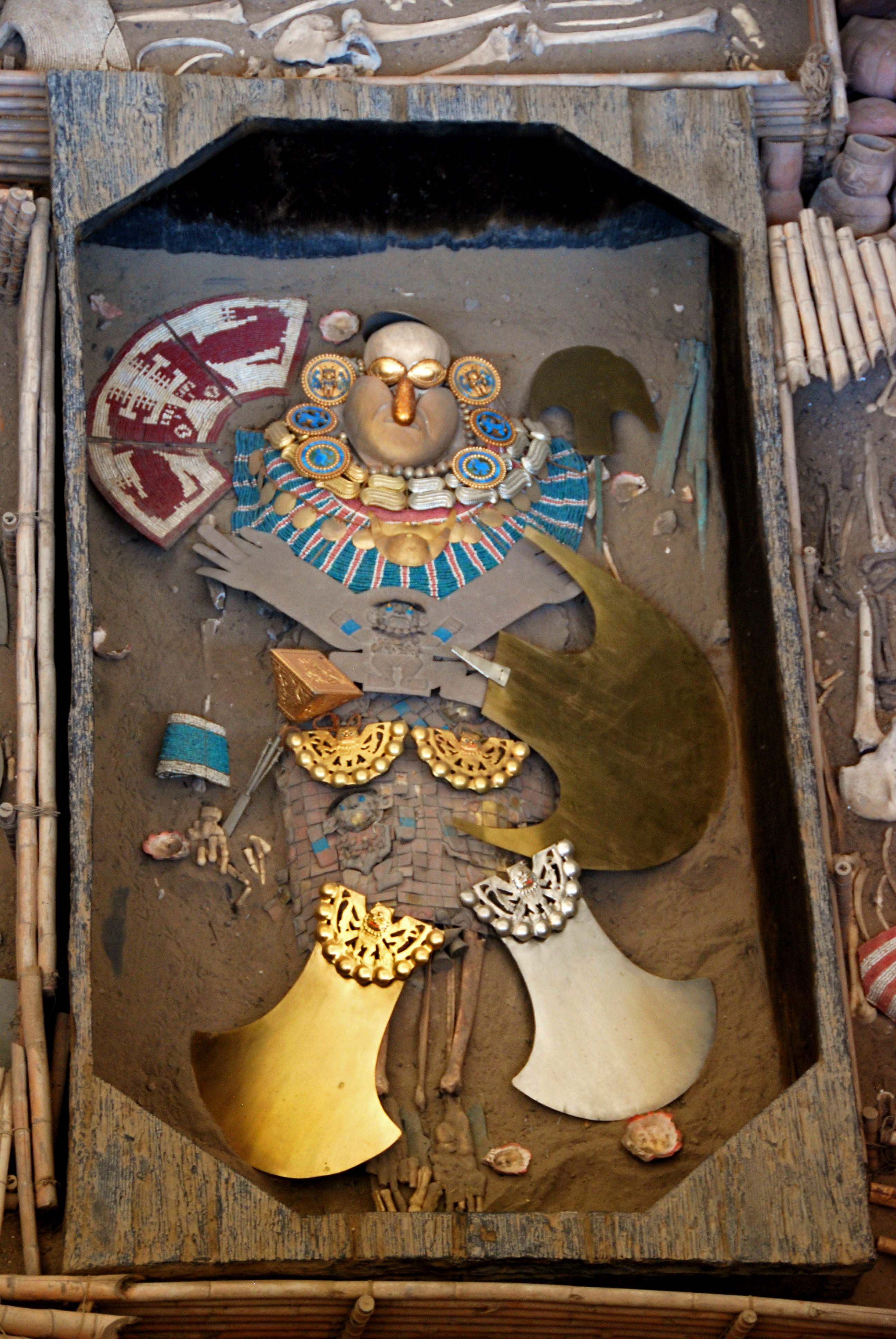
Гробниця Правителя Сіпану

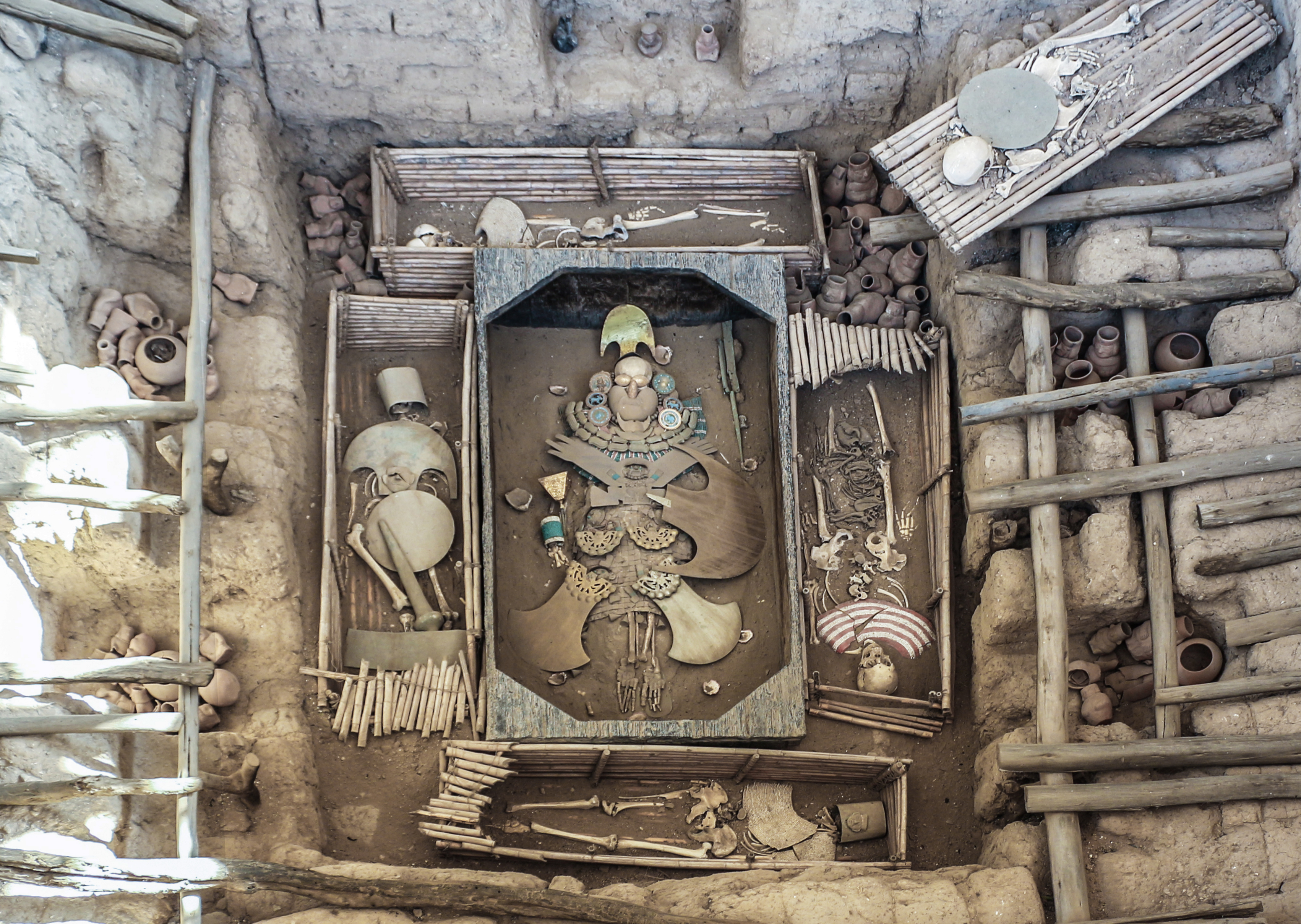
Могила Правителя Сіпану разом з його охоронцями (чиї ноги були ампутовані, імовірно, щоб вони не втекли з могили)

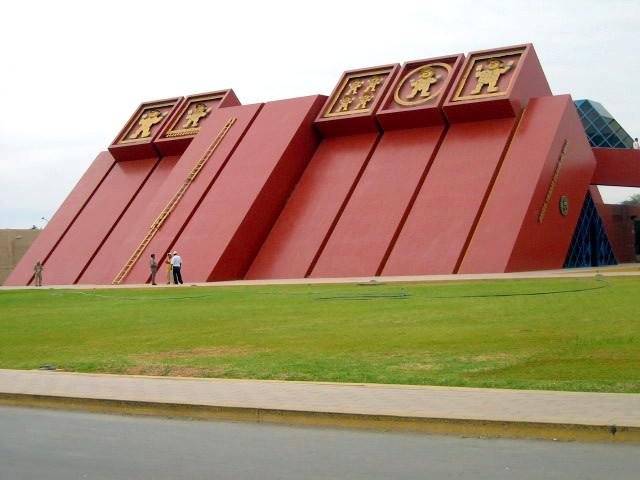
Музей Царських могил Сіпану

Правитель Сіпану (ісп. Señor de Sipán — гробниця високопоставленої особи 3 століття культури Моче, знайдена в 1987 році на території Перу. Поховання було виявлене у археологічній ділянці Сіпан, біля передмістя міста Сальтур в окрузі Санья (Zaña). Відкривачем гробниці є перуанський археолог Вальтер Альва Альва. Відкриття цього поховання стало важливою подією в американській археології, оскільки вперше був знайдений неушкодженим і без ознак розграбування пам'ятник перуанської цивілізації, що передувала інкам.

## Питання про приналежність
Вважається, що поховання відноситься до археологічної культури Моче, яка почитала головного бога Айя-Паек, а також поклонялася Морю і Місяцю. Цей факт, проте, був поставлений під сімнів японським археологом Ідзумі Симада; на його думку (яка більшість археологів не підтримують), поховання відносилося до пізнішої культури Сікан. Культури Моче і Сікан відрізняються одна від одної виконанням ювелірних виробів, а також шануванням різних богів.

## Одяг
У вбранні цього воїна-правителя, рісот близько 1,67 м, що помер приблизно через три місяці після початку правління, знаходилися численні ювелірні прикраси і орнаменти, властиві високопоставленим особам, — пекторалі, намиста, носові кільця, вушні кільця, шоломи, скіпетри і браслети. Виготовлені ці предмети із золота, срібла, позолоченої міді і напівкоштовних каменів. Всього в могилі виявлено більше 400 коштовностей.
Намисто із золота і срібла є символом двох основних божеств, Сонця і Місяця. На правій стороні грудей намисто зроблене із золота, а на лівій з срібла.

## Інші поховання
Правитель був похований разом з вісьма іншими людьми, ймовірно у зв'язку зі своїм високим положенням і напівбожественною владою. Це, як можна судити по їх одягу і останкам, були його дружина, дві інші жінки — ймовірно, наложниці, воєначальник, охоронець, прапороносець і дитина. Серед знайдених тварин був собака.
Під могилою Правителя Сіпану виявлені дві інших могили: жерця і (сама ніжняя) Старого правителя Сіпану.
У могилі жерця виявлені предмети, що говорять про те, що жрець займав одне з найвищих місць в релігійній ієрархії Моче. Цей жрець, згідно з аналізом ДНК, був сучасником Правителя Сіпану. Серед речей, покладених з ним в могилу, слід зазначити такі символи релігійної влади: келих і велика глиняна чаша, призначені для жертвопринесень, металева корона, прикрашена фігурою пугача з розпрямленими крилами, і інші елементи культу Місяця.
Генетичний аналіз також показав, що Старий правитель Сіпану є прямим предком Правителя Сіпану, з різницею в 4 покоління.
У його могилі виявлені останки молодої жінки і лами, а також розкішний одяг, прикрашений золотом і сріблом.

## Аналіз ДНК
Завдяки аналізу ДНК вдалося встановити такі характеристики Правителя Сіпану, як колір його шкіри, тип його губ, волос, колір очей та інші особливості його зовнішнього вигляду. Крім того, вдалося встановити його вік і групу крові з негативним резусом, незвичайну для мешканців тих місць.

## Музей
Зважаючи на важливість знахідки, Вальтер Альва ініціював будівництво музею, названого Музеєм Царських гробниць Сіпану (Tumbas Reales de Sipán), який був відкритий в 2002 році в містечку Ламбайєке. Зовнішній вигляд музею нагадує стародавні піраміди культури Моче. У експозиції музею представлено понад 2000 золотих предметів.